# اجلاس سفیران

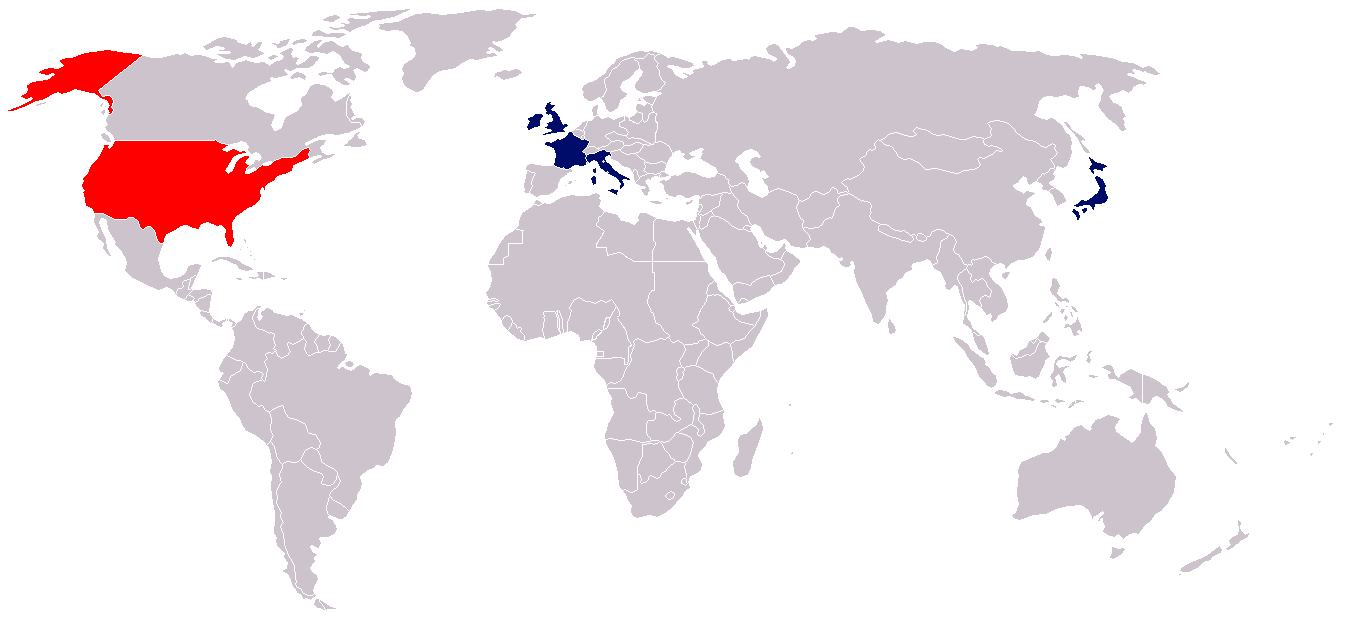
اعضای اصلی (آبی) و ناظر (قرمز) اجلاس سفیران متفقین اصلی و قدرت‌های مرتبط در ۱۹۱۹

اجلاس سفیران متفقین اصلی و قدرت‌های مرتبط سازمانی از متفقین جنگ جهانی اول در دوران پس از جنگ بود که در ژانویه ۱۹۲۰ در پاریس تشکیل شد و عملاً به عنوان یکی از مهمترین بخش‌های اداره‌کنندهٔ جامعه ملل در این سازمان ترکیب شد. پس از پیمان لوکارنو در ۱۹۲۵ از فعالیت این سازمان کاسته شد و رسماً در ۱۹۳۱ یا ۱۹۳۵ منجل شد. فرانسه، بریتانیا، ایتالیا، و ژاپن اعضای اصلی این اجلاس بودند و ایالات متحدهٔ آمریکا به عنوان «عضو ناظر» در آن شرکت داشت، چرا که آمریکا رسماً طرف پیمان ورسای نبود. دبیرکل این سازمان در تمام طول فعالیتش دیپلمات فرانسوی رنه ماسیژلی بود.